# Semipresidentialism

Stater som tillämpar semipresidentialism visas i gult

Semipresidentialism är en blandform mellan parlamentarism och presidentialism. Systemet kännetecknas av att statschefen är vald och innehar en betydande maktställning, samtidigt som en parlamentariskt ansvarig regering återfinns.

## Vad är semipresidentialism?
Huvudkravet för att ett land ska kunna kallas semipresidentiellt är alltså att presidenten innehar reella befogenheter, vilket kan se ut på en mängd olika sätt. Oftast ansvarar regeringen för inrikespolitiken medan presidenten vanligen ansvarar för säkerhets- och utrikespolitiken. Ett krav för att ett land ska kunna kallas semipresidentiellt, är att presidenten, vid sidan av den parlamentariska regeringen, väljs genom direkta val. I vissa fall kan presidenten vara vald av parlamentet eller av ett elektorskollegium och därefter även inneha ett semipresidentiellt inflytande. 
Exempel på länder med semipresidentialism är Frankrike, Polen, Portugal och Ryssland och inte minst USA som både har parlamentarism och inslag av presidentialism. Även om regeringen tillsätts parlamentariskt och premiärministern och dennes kabinett påverkar landets styrelse ganska mycket, har presidenten i dessa länder också stor makt över den förda politiken vid sidan om kabinettet. Andra exempel är Finland, och Kroatien, men där är presidentens makt mer begränsad eller har minskat på senare tid.

## Presidentmakt i semipresidentialism
Presidentens inflytande över politiken kan dock variera starkt i och med maktförhållandena i parlamentet och dess påverkan på regeringens sammansättning. Om det råder oklara majoritetsförhållanden eller om presidentens parti eller allierade har majoritet borgar det naturligtvis för större manöverutrymme för presidenten. Om majoritetsförhållandena är till presidentens nackdel riskerar presidenten alltid mer eller mindre att reduceras till en representativ galjonsfigur till förmån för premiärministern och dennes kabinett.
Presidentmakten i semipresidentiella system brukar ofta vara försedd med befogenheter som inte återfinns i presidentiella system, men som dock kan återfinnas hos regeringschefer i parlamentariska system, som rätt att upplösa parlamentet, att utfärda dekret, samt en bred utnämningsmakt. I vissa fall kan presidentens ställning i praktiken vara starkare än parlamentets, en variant som tillämpas i Ryssland liksom i flera OSS-länder. Där leder presidenten ensam landets säkerhets- och utrikespolitik, har rätt att upplösa parlamentet, beslutar om krigsförklaring, och kan utfärda dekret med ställning som lag, utan parlamentets godkännande.

### Finland och Urho Kekkonen
I till exempel Finland hade tidigare presidenten i praktiken mycket stor makt, i viss mån större än riksdagen. Det gällde särskilt president Urho Kekkonen, som använde befogenheterna mer tydligt i många fall än tidigare.
Det skedde genom att han till exempel 
- använde sin rätt att upplösa riksdagen och utlysa nyval,
- utnämnde expeditionsministärer eller tillfälliga regeringar av tjänstemän (när han tolkade riksdagens sammansättning som svår att bilda en parlamentarisk regering på; parlamentarismen var dock annars reglerad i grundlag), eller
- sade nej till regeringens proposition till riksdagen.

Allt detta använde han för att få igenom sin egen politik och också för att använda som påtryckning på sina politiska motståndare i regeringen, så att de inte skulle kunna bli farliga presidentkandidater emot honom i nästa presidentval.
Hans politik berättigades dock i viss mån av hans inflytande över utrikespolitiken. Han ingrep nämligen i inrikespolitiken också i frågor som berörde Finlands relation till Sovjetunionen. Denna relation ansågs nämligen som mycket viktig för landet. 

### Reserverat område i praxis
I semipresidentiella länder finns oftast också ett särskilt område reserverat för presidenten. Det gäller till exempel som nämnts, utrikes- och säkerhetspolitiken som i Frankrike, Ryssland och Finland, liksom till exempel rätten att utlysa nyval i Frankrike.
Att denna makt bevarats i Frankrike, trots att regeringen enligt reglerna ska ge sitt godkännande genom kontrasignation (som regeringen inte alltid är skyldig att göra som i vissa andra länder, till exempel i Finland i vissa frågor), beror enligt vissa teorier på att politiker vill bevara denna makt om de själva skulle bli president och att de i praktiken ser kontrasignationen som tvingande för regeringen. Presidenten har dock rätt att utlysa nyval och utse premiärminister utan kontrasignation. Regeringen måste dock avgå om den inte får Nationalförsamlingens förtroende i en särskild misstroendeomröstning.
Presidenten kan dessutom stoppa många av regeringens förslag, genom att presidenten har rätt att besluta i många regeringsärenden. Därför är bästa lösningen för både regeringen och presidenten, om de har olika uppfattningar, att samarbeta genom att dela upp arbetet, på franska kallat cohabitation ("samarbete").

## Länder som tillämpar semipresidentialism

### Europa
| Land                | Lista över presidenter                          | Anmärkning                   |
| ------------------- | ----------------------------------------------- | ---------------------------- |
| Albanien            | Lista över Albaniens presidenter                | Indirekt vald av parlamentet |
| Bosnien-Herzegovina | Lista över Bosnien och Hercegovinas presidenter | Ordförande i Presidentrådet  |
| Bulgarien           | Lista över Bulgariens presidenter               | Direkt vald                  |
| Finland             | Lista över Finlands presidenter                 |                              |
| Frankrike           | Lista över Frankrikes presidenter               |                              |
| Georgien            | Lista över Georgiens presidenter                |                              |
| Kroatien            | Lista över Kroatiens presidenter                |                              |
| Litauen             | Lista över Litauens presidenter                 |                              |
| Moldavien           | Lista över Moldaviens presidenter               | Indirekt vald                |
| Nordmakedonien      | Lista över Makedoniens presidenter              |                              |
| Polen               | Lista över Polens presidenter                   |                              |
| Portugal            | Lista över Portugals presidenter                | Direkt vald                  |
| Rumänien            | Lista över Rumäniens statsöverhuvuden           |                              |
| Ryssland            | Lista över Rysslands presidenter                |                              |
| Turkiet             | Lista över Turkiets presidenter                 | Indirekt vald                |
| Ukraina             | Lista över Ukrainas presidenter                 |                              |

### Mellanöstern
| Land      | Lista över presidenter          | Anmärkning                                |
| --------- | ------------------------------- | ----------------------------------------- |
| Irak      | Lista över Iraks presidenter    | Indirekt vald Ordförande i Presidentrådet |
| Libanon   | Lista över Libanons presidenter | Indirekt vald                             |
| Palestina | Lista över Libanons presidenter |                                           |
| Jemen     | Lista över Jemens presidenter   |                                           |

### Afrika
| Land                  | Lista över presidenter                                | Anmärkning |
| --------------------- | ----------------------------------------------------- | ---------- |
| Algeriet              | Lista över Algeriets presidenter                      |            |
| Angola                | Lista över Angolas presidenter                        |            |
| Egypten               | Lista över Egyptens presidenter                       |            |
| Kamerun               | Lista över Kameruns presidenter                       |            |
| Kap Verde             | Lista över Kap Verdes presidenter                     |            |
| Kongo-Kinshasa        | Lista över Demokratiska republiken Kongos presidenter |            |
| Madagaskar            | Lista över Madagaskars presidenter                    |            |
| Mali                  | Lista över Malis presidenter                          |            |
| Mauretanien           | Lista över Mauretaniens presidenter                   |            |
| Niger                 | Lista över Nigers presidenter                         |            |
| Namibia               | Lista över Namibias presidenter                       |            |
| São Tomé och Príncipe | Lista över São Tomé och Príncipes presidenter         |            |
| Somalia               | Lista över Somalias presidenter                       |            |

### Asien
| Land      | Lista över presidenter            | Anmärkning    |
| --------- | --------------------------------- | ------------- |
| Mongoliet | Lista över Mongoliets presidenter |               |
| Pakistan  | Lista över Pakistans presidenter  | Indirekt vald |
| Sri Lanka | Lista över Sri Lankas presidenter |               |
| Taiwan    | Lista över Taiwans presidenter    |               |
| Östtimor  | Lista över Östtimors presidenter  |               |

### Amerika
| Land   | Lista över presidenter         | Anmärkning |
| ------ | ------------------------------ | ---------- |
| Guyana | Lista över Guyanas presidenter |            |
| Haiti  | Lista över Haitis presidenter  |            |